# Law & Order: Trial by Jury
Law & Order: Trial by Jury é uma série de televisão americana que aborda julgamentos criminais na cidade de Nova Iorque. É o terceiro spin-off da franquia Law & Order. Seu foco principal é no julgamento dos acusados, mostrando também a preparação para tais julgamentos tanto do lado da acusação, como o da defesa. O ponto de vista dos juízes e do júri também é abordado ocasionalmente.

## A série

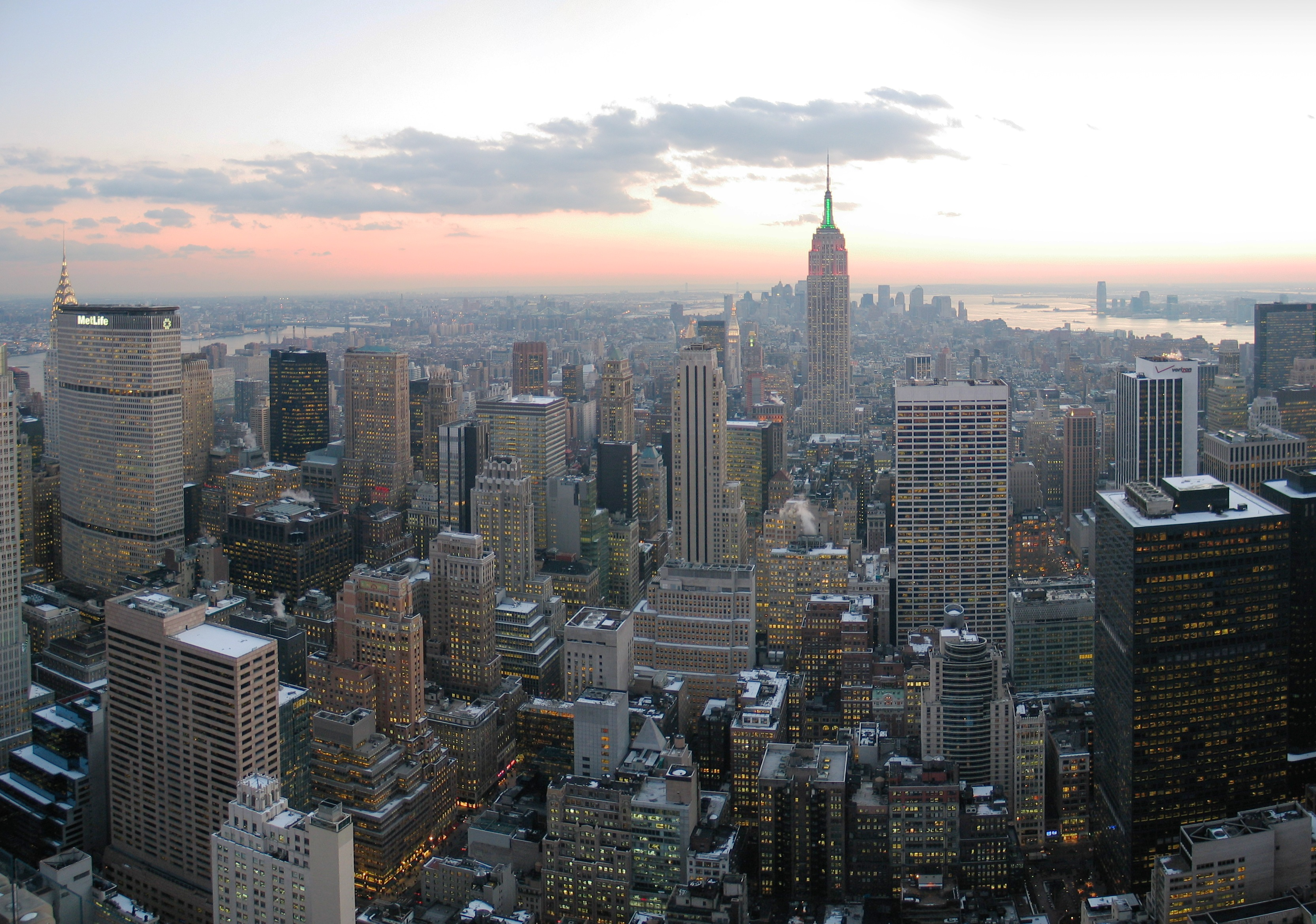
Cidade de Nova Iorque, onde a série é situada.

Como todas as séries da franquia, Trial by Jury inicia com uma narração feita por Steven Zirnkilton:
| “ | No sistema judiciário criminal, todos os acusados são inocentes até culpa comprovada, tanto por confissão, acordo ou julgamento pelo tribunal do júri. Este é um dos julgamentos. | ” |

Diferente de suas séries "irmãs", Trial by Jury mostra como é o preparo para um julgamento de um caso criminal. Os episódios geralmente começam com uma testemunha ou vítima contando sua versão de um crime que já ocorreu. Essa história é usada para informar os telespectadores o que aconteceu antes do começo do episódio. Esse recurso é diferente do utilizado nos outros Law & Order's que geralmente começam mostrando o crime em si. O episódio progride a partir daí demonstrando como ambos os lados desenvolvem suas estratégias para ganhar o caso.

## Exibição
O primeiro episódio da série foi ao ar no dia 23 de março de 2005 na NBC e foi cancelada alguns meses depois tendo somente 12 episódios exibidos. Foi a primeira série que carrega o nome Law & Order a ser cancelada. Após seu cancelamento, a série teve um episódio adicional transmitido pela truTV em janeiro de 2006. No Brasil, foi transmitida pelo canal a cabo Universal Channel.

## Elenco e personagens
- Bebe Neuwirth como Tracey Kibre (promotora de justiça assistente)
- Amy Carlson como Kelly Gaffney (promotora de justiça assistente)
- Kirk Acevedo como Hector Salazar (detetive investigador)
- Scott Cohen como Chris Ravell (detetive)
- Fred Dalton Thompson como Arthur Branch (promotor de justiça)
- Jerry Orbach como Lennie Briscoe (detetive investigador)

## Episódios
| #     | Título                        | Escrito por                       | Dirigido por        | Transmissão original  |
| ----- | ----------------------------- | --------------------------------- | ------------------- | --------------------- |
| 01x01 | "The Abominable Showman"      | Dick Wolf                         | Jean de Segonzac    | 3 de março de 2005    |
| 01x02 | "Forty-One Shots"             | Walton Green                      | Caleb Deschanel     | 4 de março de 2005    |
| 01x03 | "Vigilante"                   | David Wilcox                      | Dwight Little       | 11 de março de 2005   |
| 01x04 | "Truth or Consequences"       | Walton Green & David Wilcox       | Constantine Markris | 18 de março de 2005   |
| 01x05 | "Baby Boom"                   | Joan Rater & Tony Phelan          | Michael Pressman    | 25 de março de 2005   |
| 01x06 | "Pattern of Conduct"          | Pamula J. Wechsler & Walton Green | Constantine Markris | 1 de abril de 2005    |
| 01x07 | "Bang & Blame"                | Chris Levinson                    | Caleb Deschanel     | 8 de abril de 2005    |
| 01x08 | "Skeleton"¹                   | David Wilcox                      | David Platt         | 15 de abril de 2005   |
| 01x09 | "The Line"                    | Tony Phelan & Joan Rater          | Richard Pearce      | 22 de abril de 2005   |
| 01x10 | "Blue Wall"                   | Rick Eid                          | Joe Ann Fogle       | 29 de abril de 2005   |
| 01x11 | "Day"²                        | Chris Levinson                    | Caleb Deschanel     | 3 de maio de 2005     |
| 01x12 | "Boys Will Be Boys"           | Rick Eid                          | Aaron Lipstadt      | 6 de maio de 2005     |
| 01x13 | "Eros in the Upper Eighties"³ | Chris Levinson                    | Joe Ann Fogle       | 21 de janeiro de 2006 |

¹Este episódio crossover é a continuação do episódio "Tombstone" da 15ª temporada de Law & Order.

²Este episódio crossover é a continuação do episódio "Night" da 6ª temporada de Law & Order: Special Victims Unit.

³Este episódio não foi exibido pela NBC. Somente em 2006 o canal Court TV (atualmente truTV) exibiu o último episódio da série.

## DVD
No dia 25 de abril de 2006 a Universal Studios Home Entertainment lançou Law & Order: Trial by Jury - The Complete Series em DVD de Região 1.
| Título                                           | # Ep. | Data de lançamento  | Extras |
| ------------------------------------------------ | ----- | ------------------- | --- |
| Law & Order: Trial by Jury - The Complete Series | 14    | 25 de abril de 2006 | - Episódio crossover "Night" de Law & Order: Special Victims Unit - Cenas deletadas - "A Different Look at Law & Order", making of |